# Suzanne Liébrard
Suzanne Liébrard (5 avril 1894 - 26 mars 1932) est une athlète française polyvalente 13 fois championne de France entre 1917 et 1919. Après avoir établi le record de France du 100 yards haies en 1917 en 20 s 00, elle le porte à 14 s 02 deux ans plus tard.

## Biographie
Suzanne Liébrard est née à Argenteuil (Val-d'Oise) le 5 avril 1894. Son père est compositeur typographe et sa mère dite sans profession. Comptable de métier, elle épouse le 19 mai 1923 à la mairie du 10e arrondissement de Paris Pierre Auguste Cusin (1882-1972), commis de librairie.
Suzanne Liébrard et Jeanne (1890-1970) sa sœur aînée sont, avec les sœurs Brulé parmi les fondatrices le 27 juillet 1912 de Femina Sport dont Madame Faivre du Bouvot est la première présidente. Pendant la Grande Guerre, celles-ci marquent leur volonté de rompre avec les codes sexués des activités physiques en adoptant les sports athlétiques et ce club avec notamment Alice Milliat et Germaine Delapierre, licenciée en philosophie, devient le bastion du féminisme sportif.
Elle se marie en 1923 mais continue de s'occuper d'une section d'écolières de la Fédération des sociétés féminines sportives de France car elle considère que « le sport ne doit pas être réservé aux jeunes filles les plus douées, mais au contraire s’adresser aussi à toutes celles plus faibles dans leur constitution physique ».

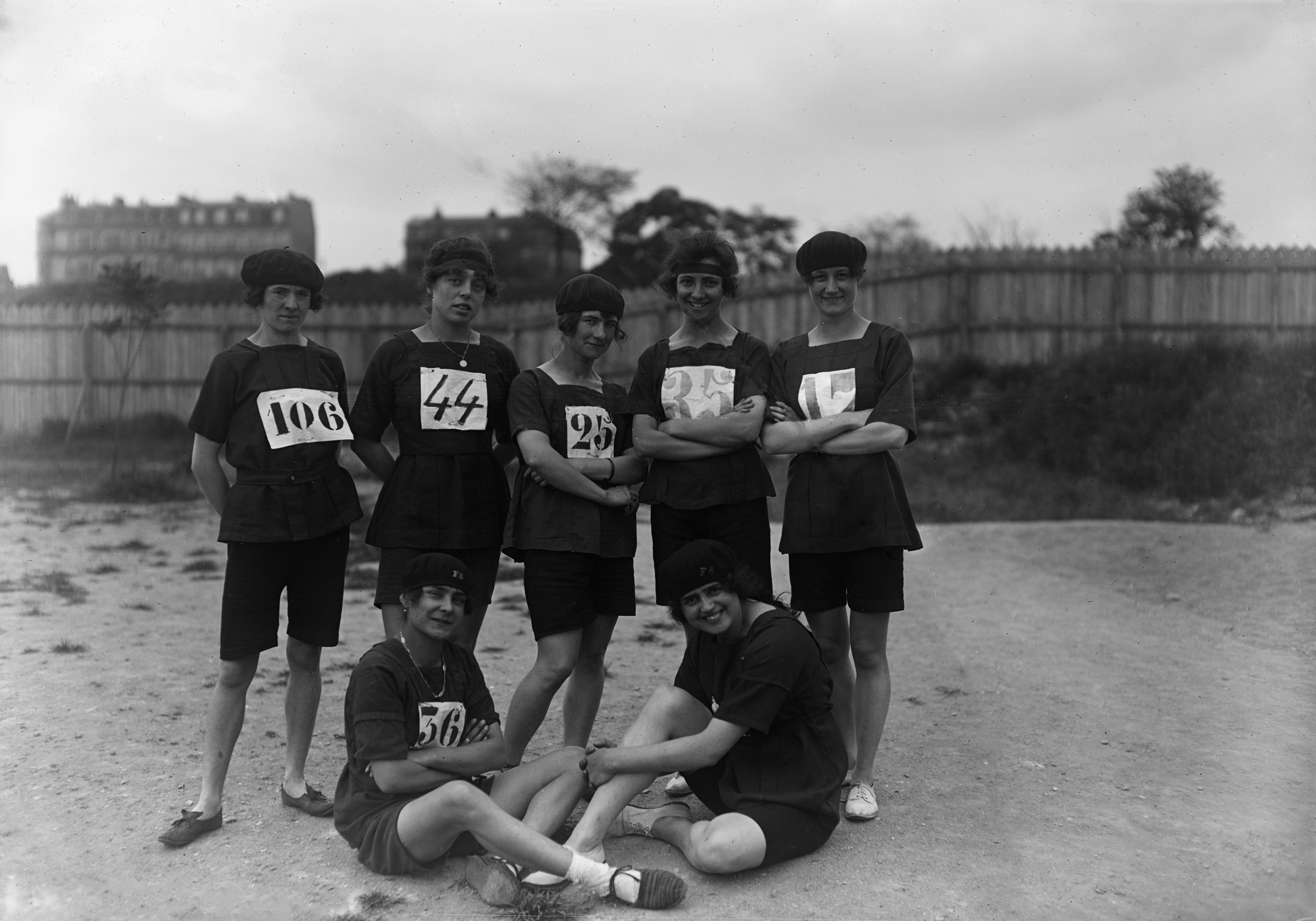
Une partie du club Fémina Sport en 1920 : Forget, Suzanne Liébrard, Germaine Delapierre, Lucie Cadiès, Thérèse Brulé, Lucie Bréard et Jeanne Janiaud.

Elle meurt le 26 mars 1932 d'une crise cardiaque,.

## Carrière sportive
Sportive très polyvalente, Suzanne Liébrard participe en juillet 1917 aux premières épreuves féminines des Championnats de France d'athlétisme au stade de la porte Brancion à Paris.
À l'occasion de ces championnats, elle établit les records de France sur quatre épreuves :
- Saut en longueur sans élan : 2,21 m
- Saut en longueur avec élan : 4,15 m
- Lancement du javelot : 15,84 m
- 100 yards haies : 20 s

Elle porte son record du javelot à 16,45 m le 9 septembre de la même année, toujours porte Brancion. En 1918, elle remporte cinq titres, ajoutant le 80 mètres plat dont elle abaisse le record de Thérèse Brulé à 10 secondes 2/10 et quatre en 1919. En ces occasions elle abaisse respectivement ses records en longueur sans élan à 2,36 m, 4,66 m et à 14 s 8 pour le 100 yards haies.
Athlète complète, elle excellait aussi en basket-ball, natation et plongeon. Ayant eu un accident en 1920, elle ne courra que quelques 300 mètres pendant l'année qui suivit, améliorant tout de même son record en 46 secondes 3/5.